# Liste der Monuments historiques in Villemereuil
Die Liste der Monuments historiques in Villemereuil führt die Monuments historiques in der französischen Gemeinde Villemereuil auf.

## Liste der Immobilien
| Bezeichnung                | Beschreibung                    | Standort                  | Kennzeichnung | Schutzstatus | Datum | Bild           |
| -------------------------- | ------------------------------- | ------------------------- | ------------- | ------------ | ----- | -------------- |
| Wegekreuz La Croix Blanche |                                 | westlich des Ortes (Lage) | PA00078304    | Classé       | 1977  | weitere Bilder |
| Château de Villemereuil    | aus dem 16. und 17. Jahrhundert | nördlich des Ortes (Lage) | PA00078305    | Inscrit      | 1971  | weitere Bilder |